# Negerhollands
Negerhollands – język kreolski powstały na bazie dialektu zelandzkiego języka niderlandzkiego, używany na Wyspach Dziewiczych Stanów Zjednoczonych od około 1700 roku. Zawierał słownictwo z niderlandzkiego, angielskiego, duńskiego, hiszpańskiego i języków afrykańskich. Przetłumaczono na ten język luterański katechizm i Nowy Testament. W XIX wieku był używany jako język kościelny. Bracia morawscy stosowali ortografię niderlandzką, a luteranie – duńską. Od 1800 był stopniowo coraz bardziej wypierany przez angielski. Język jest obecnie wymarły, ale zachowały się pisemne źródła. 